# Mosambikgirlitz
Der Mosambikgirlitz (Crithagra mozambica, Syn.: Crithagra mozambicus, Serinus mozambicus) ist eine Finkenart aus der Unterfamilie der Stieglitzartigen. Er kam ursprünglich ausschließlich in Afrika südlich der Sahara vor und ist dort eine häufige und weit verbreitete Girlitzart. Er ist mittlerweile auch in Regionen weit abseits seines Verbreitungsgebietes eingeführt.
Der Mosambikgirlitz wird sowohl in seinem Verbreitungsgebiet als auch in Europa als Ziervogel gehalten. Es werden unter anderem in Botswana kommerzielle Fangquoten vergeben und in Mosambik werden jährlich legal bis zu 10.000 Mosambikgirlitze ausgeführt, das Ausmaß des illegalen Vogelhandels ist nicht bekannt.
Es gibt mehrere Unterarten. Die IUCN stuft den Mosambikgirlitz als nicht gefährdet (least concern) ein.

## Beschreibung
Der Mosambikgirlitz erreicht eine Körperlänge von zwölf Zentimetern. Das Gefieder ist auf der Unterseite gelb. Sie haben außerdem einen leuchtend gelben Überaugenstreif. Das Gefieder der Körperoberseite ist grau mit breiten gelben Säumen. Die Weibchen sind von den Männchen anhand der grau gefleckten Kehle zu erkennen. Die Kehle des Männchens ist dagegen rein gelb. Das Männchen besitzt außerdem dunkle Bartstreifen. Der Schnabel ist kurz und kräftig. Die Augen sind dunkelbraun, die Beine sind ebenfalls dunkel-bräunlich.
Jungvögel sind auf der Körperoberseite etwas bräunlicher als die adulten Vögel und weisen mehr Längsstreifen auf. Die Körperunterseite ist blasser gelb, die Region von Kinn bis zur Brust ist bräunlich überwaschen, die Brustseiten und die Flanken gehen in ein Olivbraun über. Auf der oberen Brust weisen sie einige dunkle braune Flecken auf, auf den Flanken befinden sich dünne Längsstreifen.
Verwechslungsmöglichkeiten bestehen mit einigen Unterarten des Gelbbauchgirlitzes. Diese Unterarten weisen ähnlich wie der Mosambikgirlitz eine gelbe Stirn und schwarze Bartstreifen auf. Sie sind allerdings etwas größer und haben einen grünlichen und nicht gelben Bürzel. Vom Gelbbrustgirlitz unterscheidet sich der Mosambikgirlitz durch die rein gelbe Körperunterseite. Besonders groß ist die Verwechslungsmöglichkeit mit der Nominatform des Weißbauchgirlitz, bei diesem ist jedoch der Bartstreif weniger scharf gezeichnet.

## Verbreitungsgebiet und Lebensraum

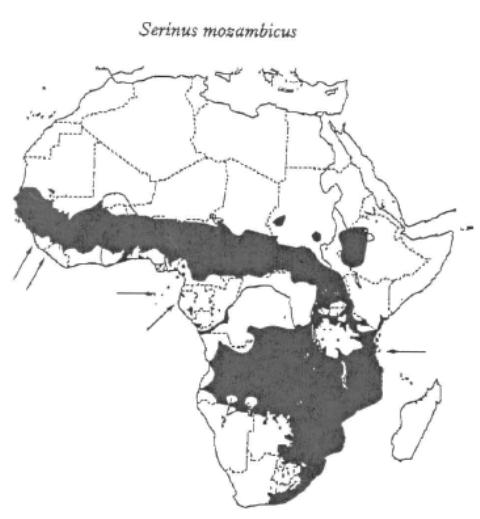
Verbreitungsgebiet

Das Verbreitungsgebiet des Mosambikgirlitz erstreckt sich südlich der Sahara von West- bis Ost- und Südafrika. Er fehlt lediglich in den arideren Regionen und Regenwälder. Er wurde unter anderem auf den Inseln São Tomé, Mafia, Mauritius, Réunion, Rodriguez, Assomption, Hawaii und Puerto Rico eingeführt. Der Bestand, der für einige Zeit auf den Amiranten bestand, ist wieder ausgestorben.
Sein Lebensraum sind Savannen und lichte Waldgebiete. Er kommt unter anderem in der Miombo, einem weitständigen Waldsavannentyp, auf Lichtungen, Plantagen, Grasland mit einigen vereinzelten Bäumen und Sträuchern und in Ufervegetation vor. Schütter sandbewachsene Dünen und Marschen sowie Mangroven werden vom Mosambikgirlitz gleichfalls besiedelt. Auch menschliches Siedlungsgebiet hat er sich erschlossen. Er kommt unter anderem auf Plantagen, am Rand von Ortschaften, auf Bauernhöfen und in Gärten, Parks und an Feldrändern vor. Besonders häufig ist er im Randbereich von Hirsefeldern. Auf Bauernhöfen dringt er sogar in Scheunen und Ställe ein, um dort Getreide aufzupicken. Er sitzt häufig auf erhöhten Warten wie beispielsweise Baumwipfel, Zaunpfähle und Telefondrähte.

## Lebensweise
Außerhalb der Brutzeit lebt er in Familienverbänden oder kleinen Schwärmen. Diese Schwärme umfassen in der Regel fünf bis zehn Individuen, gelegentlich können aber auch Schwärme mit 20 bis 100 Individuen beobachtet werden. Grundsätzlich ist der Mosambikgirlitz ein sehr bewegungsfreudiger und auffälliger Vogel. In Trupps versammelte Mosambikgirlitze sind sehr ruffreudig und interagieren häufig miteinander. Regelmäßig drohen einzelne Individuen gegenüber einem anderen oder jagen einander nach. Sie trinken und baden auch häufig gemeinsam in flachen Pfützen. Ruheplätze wechseln; ein Trupp, der zum Ruhen in einem Gebüsch oder einem Baum einfällt, braucht häufig längere Zeit, bis er zur Ruhe kommt.
Der Mosambikgirlitz sucht überwiegend, aber nicht ausschließlich, auf dem Boden nach Nahrung. Während der Nahrungssuche ist er häufig mit Prachtfinken und Witwenvögeln vergesellschaftet. Mosambikgirlitze sind in der Lage, sich am Boden laufend fortzubewegen. Typisch ist für sie jedoch eine hüpfende Fortbewegungsweise.
Die Nahrung des Mosambiks besteht aus Grassamen, Hirse sowie den Samen und Blüten einer Reihe von Korbblütlern. Er frisst außerdem auch Früchte, Blütenblätter, kleine Früchte und Insekten. Er frisst besonders gerne die Achänen von Ursinia und Scheinastern. Er frisst Samen von Eukalyptus, Sonnenblumen, Sorghum caffrorum, Panicum maximum, Schachtelhalmblättrigen Kasuarinen, die Blütenblättern von Fackellilien und die Blätter von Chinesischen Roseneibisch. Er trinkt außerdem den Nektar verschiedener Aloe-Arten. Um Grassamen aus den Ähren zu picken, landet er auf halber Höhe des Halms und bewegt sich seitwärts den Halm hinauf, bis dieser sich unter seinem Gewicht nach unten neigt und der Mosambikgirlitz bequem den Samen aufpicken kann. Schnellt der Halm wieder hoch, wiederholt der Vogel das Manöver.

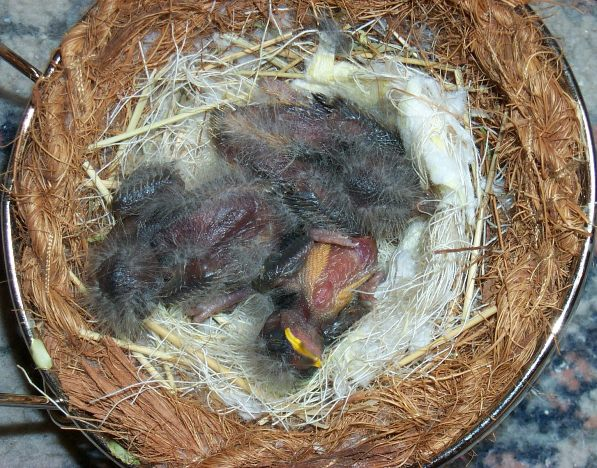
Nestlinge einer Gefangenschaftszucht

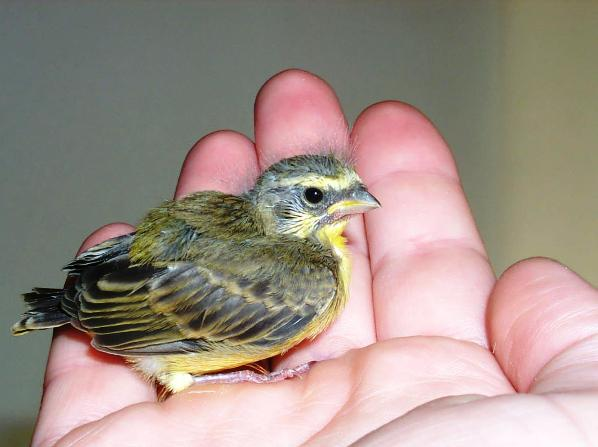
Jungvogel aus Nachzucht

## Fortpflanzung
Der Mosambikgirlitz ist gewöhnlich ein monogamer territorialer Einzelbrüter. Es werden jedoch verhältnismäßig regelmäßig zwei bis drei Nester dieser Art gefunden, die sich nur zwei oder drei Meter voneinander entfernt entweder im selben oder in benachbarten Bäumen befinden. Die Fortpflanzungszeit ist abhängig vom Verbreitungsgebiet. So brüten sie beispielsweise in Mauretanien im Zeitraum Juli bis Oktober, in Gambia fällt die Fortpflanzungszeit im November und in Burkina Faso im Dezember.
Das Nest ist ein kleiner, kompakter Napf, der gewöhnlich aus feinem Gras und Pflanzenfasern errichtet wird. Die eigentliche Nistmulde wird mit sehr feinen Pflanzenfasern ausgelegt. Der Napf hat gewöhnlich einen äußeren Durchmesser von 6 bis 7 Zentimetern, die Nistmulde im Inneren misst zwischen 4 und 4,4 Zentimeter. Das Nest wird gewöhnlich in einer Höhe von ein bis vier Metern über dem Erdboden errichtet. Es wird entweder in Astgabeln oder an einer Stelle gebaut, an der sich Zweige und Blätter so überlappen, dass sie ein Nest tragen können. Gewöhnlich befinden sich die Nester im äußeren Wipfelbereich.
Das Nest wird vom Weibchen gebaut. Es wird vom Männchen begleitet, wenn es Nistmaterial sammelt und das Männchen sitzt in der Nähe und singt, wenn sie das Nistmaterial verbaut. Das Gelege besteht normalerweise aus zwei bis drei Eiern. Die Eier sind weißlich, nur einige weisen gelegentlich feine orange-braune Kritzel oder dunkelbraune Flecken auf. Es brütet allein das Weibchen, das Männchen hält sich in der Nähe auf und singt häufig von einer Warte nahe dem Nest. Er trägt außerdem Futter heran, mit dem er das Weibchen füttert. Die Brutzeit beträgt 13 bis 14,5 Tage. Die Nestlingszeit beträgt 16 bis 24 Tage. Die flügge gewordenen Jungvögel werden zunächst noch von beiden Elternvögeln gefüttert und bilden mit diesen einen dicht zusammenbleibenden Familienverband.

## Lebenserwartung
65 Prozent der Vögel, die älter als sechs Monate sind, erreichen auch das nächste Lebensjahr. Ausgewachsene Mosambikgirlitze werden daher in freier Wildbahn gewöhnlich zwei bis drei Jahre alt. Ausnahmen sind Vögel, die sechs bis sieben Jahre alt werden. Der älteste, in freier Wildbahn nachgewiesene Vogel erreichte ein Alter von 8,5 Jahren. In Gefangenschaft gehaltene Vögel können deutlich älter werden. Der älteste Vogel hier erreichte ein Alter von 16,5 Jahren.

## Unterarten
Es sind zehn Unterarten anerkannt.
- Crithagra mozambica caniceps (d’Orbigny, 1839) kommt im Südens Mauretaniens, dem Senegal und Gambia bis in den Norden Kameruns vor.
- Crithagra mozambica punctigula (Reichenow, 1898) ist im zentralen südlichen Kamerun verbreitet.
- Crithagra mozambica grotei (Sclater, WL & Mackworth-Praed, 1931) ist im Osten des Sudan und im westlichen und südwestlichen Äthiopien verbreitet.
- Crithagra mozambica gommaensis (Grant, CHB & Mackworth-Praed, 1945) kommt in Eritrea und dem nordwestlichen sowie zentralen Äthiopien vor.
- Crithagra mozambica barbata Heuglin, 1864 ist im Süden des Tschads, in der Zentralafrikanischen Republik bis in den Südwesten Kenias und zentraltansania verbreitet.
- Crithagra mozambica tando (Sclater, WL & Mackworth-Praed, 1918) kommt von Gabun bis Angola vor.
- Crithagra mozambica samaliyae (White, CMN, 1947) ist im Südosten der Demokratischen Republik Kongo, dem Südwesten Tansanias und im Nordosten Sambias verbreitet.
- Crithagra mozambica vansoni (Roberts, 1932) kommt im Südosten Angolas, dem Nordosten Namibias und dem Südwesten Sambias vor.
- Crithagra mozambica mozambica (Müller, PLS, 1776) ist von Kenia über den Osten Botswanas, Simbabwe, dem Nordosten Südafrikas und dem südlichen zentralen Mosambik verbreitet.
- Crithagra mozambica granti (Clancey, 1957) kommt im Süden Mosambiks und dem Osten Südafrikas vor.

## Mosambikgirlitze und Menschen

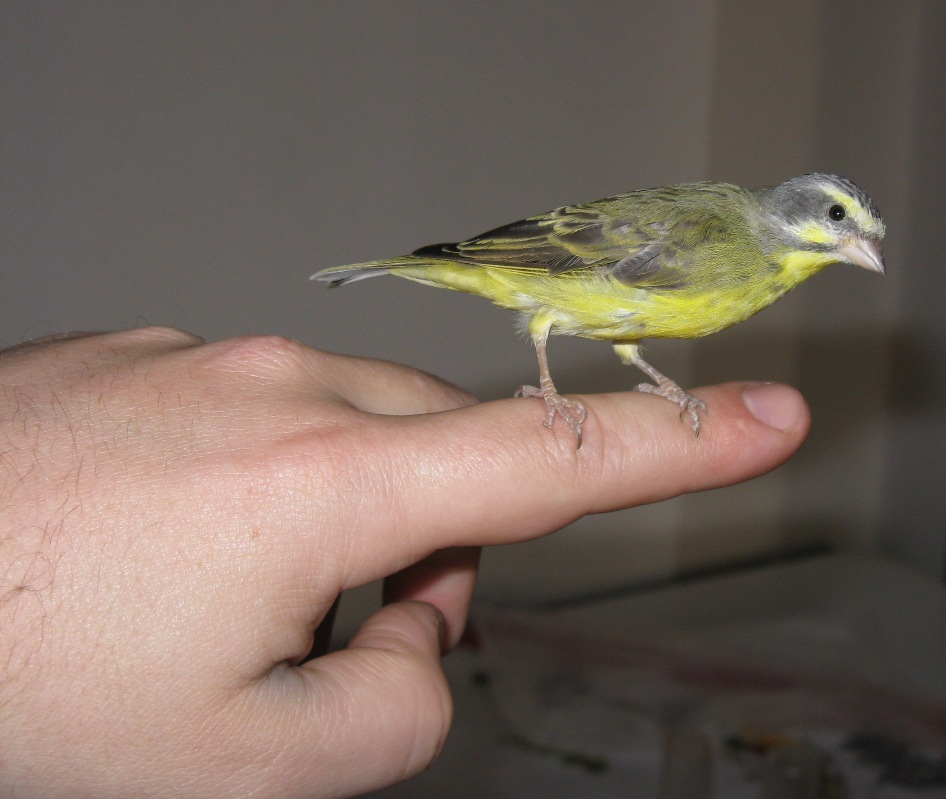
Mosambikgirlitz als Ziervogel

Der Mosambikgirlitz ist seit langem ein häufig gehaltener Ziervogel. So berichteten Ornithologen bereits in den 1930er Jahren, dass diese Art im Norden von Mosambik regelmäßig als Käfigvogel anzutreffen sei. Auch in Südafrika war die Haltung weit verbreitet. So berichtete ein Ornithologe, dass in einigen Dörfern in nahezu jedem Haus diese Art als Haustier gehalten werden: ... dort wo Straßenarbeiter ihre Vögel mit zur Arbeit nahmen, stand eine lange Reihe von Käfigen an der Straßenseite lautet ein Bericht aus den 1960er Jahren. Die Vögel werden gewöhnlich mit Lebendfallen und Leimruten gefangen. Auch wenn die Zahl der jährlich so der Wildbahn entnommenen Vögel nicht bekannt ist, gilt es als unwahrscheinlich, dass dieser Fang einen signifikanten Einfluss auf die Population hat.

## Einzelbelege
1. 1 2 3  Fry et al., S. 480.
2. 1 2  Fry et al., S. 481.
3. ↑  Fry et al., S. 484
4. ↑  Fry et al., S. 479
5. ↑  Fry et al., S. 481–482.
6. 1 2 3 4 5  Fry et al., S. 482.
7. 1 2  Fry et al., S. 483.
8. ↑  IOC World Bird List Finches, euphonias, longspurs, Thrush-tanager